# Masamune
Masamune Okazaki (jap. 岡崎 正宗 Okazaki Masamune) – japoński wytwórca mieczy tachi. Znany również jako Gorō Nyūdō Masamune (五郎 入道 正宗), ur. ok. 1264, zm. 1343. Pochodził z prowincji Sagami. 

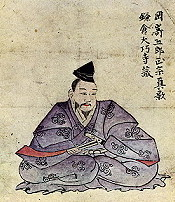
Masamune

Jego miecze były uważane za najlepsze. Legenda głosi, że odciął rękę zięciowi jedynie dlatego, że zanurzył ją w kąpieli hartowniczej, by sprawdzić jej temperaturę.